# Husle

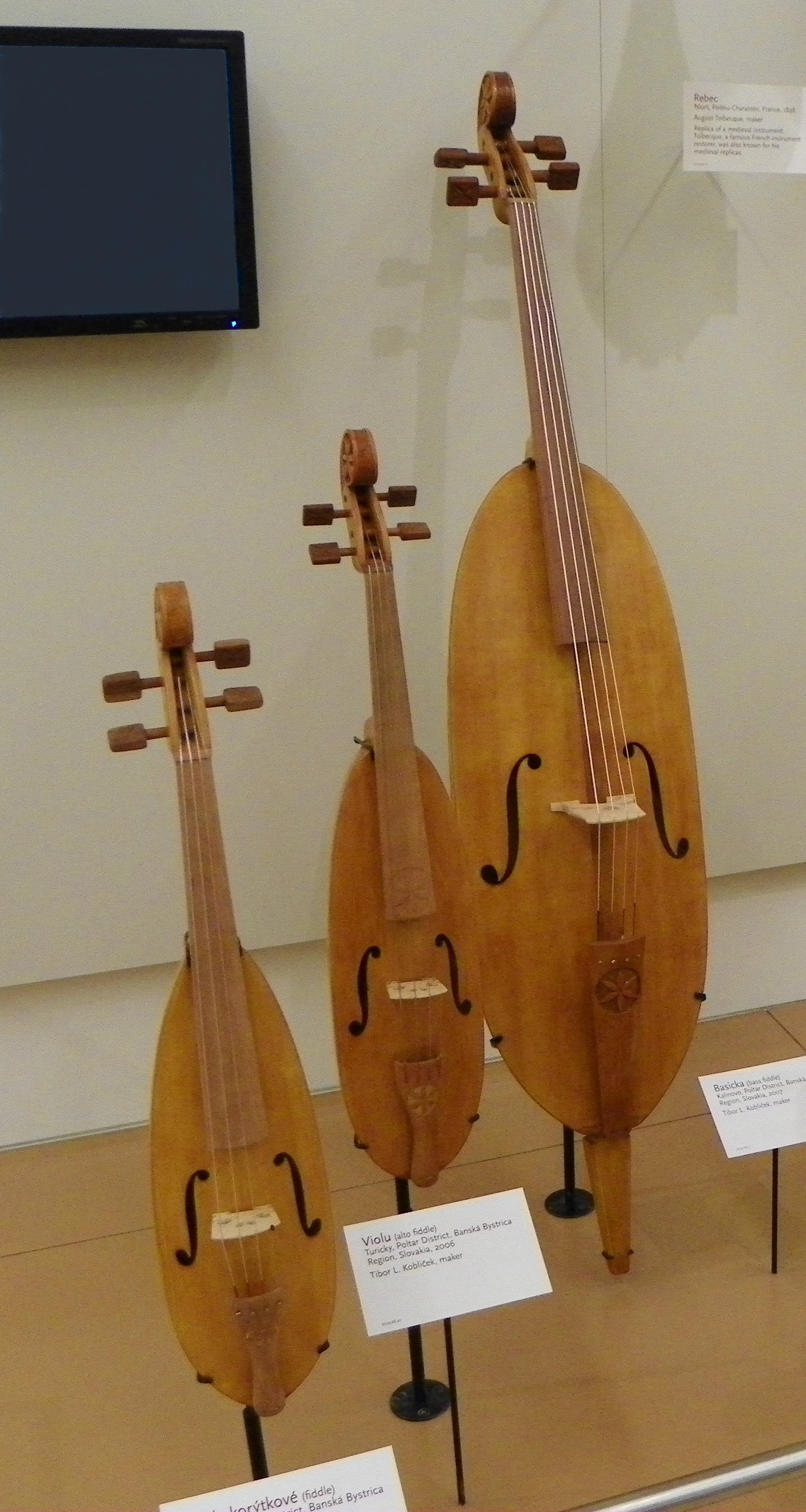
Slowakische Streichinstrumente eines Volksmusikensembles, von links nach rechts: korytkové husle („Troggeige“), violu (auch bráč, „Bratsche“) und basička („Bässlein“). Musical Instrument Museum, Phoenix, Arizona.

Husle ist in slawischen Sprachen eine Wortwurzel, die im Mittelalter unterschiedslos gezupfte oder gestrichene Saiteninstrumente bedeutete und deren Ableitungen heute meist Streichlauten – darunter Violinen, andere Kastenhalslauten und Schalenhalslauten – und des Weiteren Zithern bezeichnen.
Bei den Sorben in Ostdeutschland ist husle (husla) ein spätestens seit dem 17. Jahrhundert bekannter, alter Typus einer dreisaitigen Fidel („sorbische Geige“) mit taillierten Zargen entsprechend einer frühen Form der Violine. In der slowakischen Sprache werden unter husle die moderne Violine und eine Reihe unterschiedlicher Streichinstrumente der slowakischen Volksmusik verstanden. Im Tschechischen heißt die Violine housle. Die husle-Typen der Volksmusik in der Slowakei besitzen meistens einen aus einem Holzblock herausgearbeiteten Korpus, der rinnenförmig-schmal, birnenförmig oder trogförmig sein kann.
Sprachverwandt sind in südslawischen Gebieten auf dem Balkan gusle (gusla) für eine einsaitige Schalenhalslaute und im Polnischen gęśle für ein ebensolches Volksmusikinstrument.
Die erste byzantinische Abbildung eines Streichinstruments wird in das 10. Jahrhundert datiert. Mit der arabischen Eroberung kamen Streichinstrumente aus Westasien, die von al-Farabi erstmals Anfang des 10. Jahrhunderts als rabāb erwähnt werden, auf die Iberische Halbinsel. Die namensverwandte rebec mit einem schmalen ovalen Korpus gelangte von dort nach Westeuropa; eine breitere, birnenförmige Streichlaute war unter demselben Namen bereits um 1100 über ganz Westeuropa verbreitet. Neben diesen runden Streichlauten, die an der Schulter gespielt wurden, gab es im christlichen Spanien ab dem 12. Jahrhundert achtförmige, zwischen den Beinen gehaltene Fideln.
Im Russischen steht gusli (kyrillisch гусли) hauptsächlich für zwei traditionelle Kastenzithern, die seit dem 14. Jahrhundert abgebildet werden: einen schmalen, flügelförmigen und einen breiten, helmförmigen Typ. Letzterer ist auch in der Ukraine als husli oder gusli (гуслі) bekannt.
Ein weiteres Bedeutungsumfeld von husle und gusle (auch Polnisch gusła), das in slawischen Sprachen mit den Saiteninstrumenten in einer semantischen Verbindung steht, ist „Hexerei“, „Magie“.

## Etymologie

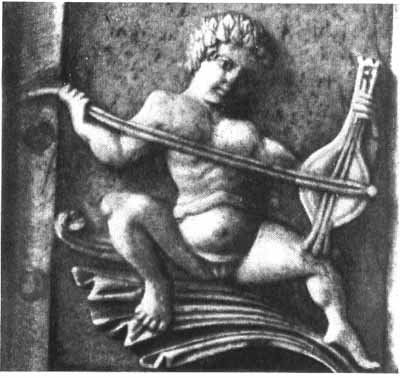
Früheste bekannte Abbildung einer lira. Die zweisaitige, birnenförmige Laute ist Vorläufer einer großen Zahl europäischer Streichinstrumente. Elfenbeindeckel einer byzantinischen Handschrift, um 1000. Sammlung Carrand im Nationalmuseum Florenz.

Die Theorien zur Herkunft der slawischen Wortgruppe husle verweisen auf ein weites, auch außermusikalisches Bedeutungsumfeld. Husle und verwandte Formen sind femininer Plural. Der Singular husla kommt seltener vor, denn das Musikinstrument besteht aus mehreren Saiten und wird mit dem Pluralwort im Gesamten betrachtet. In der Ukraine ist husla ein Pluraletantum, ebenso das möglicherweise aus dem Ukrainischen entlehnte gusla im Bulgarischen und Polnischen. Die altslawischen Formen husle, husli hatten mit Beginn der Christianisierung der Slawen um das 10. Jahrhundert die Bedeutung „Saiten“ und „Saiteninstrument allgemein“. Im Tschechischen ist eine Unterscheidung in Zupfinstrumente und in husle genannte Streichinstrumente ab Ende des 14. Jahrhunderts erkennbar. In der tschechischen Schriftsprache heißen heute Streichinstrumente housle (umgangssprachlich husle, húsle oder hósle, Diminutive sind huslicky und huslky). In mittelalterlichen slawischen Psaltern wird husle stets im Zusammenhang mit Psalmen erwähnt und beispielsweise als „neunsaitiges Psalterium“ erklärt. Nur in ukrainischen Lexika des 17. und 18. Jahrhunderts (im Gebiet Hetmanat) wird husla im Singular als Bezeichnung für Harfe, Zither und allgemein Saiteninstrument verwendet.
Die ukrainische Musikhistorikerin Irene Zinkiv (2014) fasst die Überlegungen zur Etymologie zusammen. Demnach vertritt der russische Mediävist R. Halayska die Ansicht, bei der Aufnahme nichtslawischer Völker in das Fürstentum Moskau nach deren Konversion zur Orthodoxen Kirche im 12. Jahrhundert hätten die Namen der aus dem Wolgaraum mitgebrachten Zitherinstrumente Eingang in die Sprache gefunden. Die Tataren nannten ihren helmförmigen Zithertyp husle, die Mari (Tscheremissen) ein Saiteninstrument kyslye und die Tschuwaschen das ihrige hyuslye. Für eine derartige fremde Übernahme des slawischen Wortes husle spricht dessen nicht weiter zurückzuverfolgende Herkunft. In den frühen slawischen Bibelübersetzungen der Orthodoxen Kirche aus der zweiten Hälfte des 9. Jahrhunderts, als das Christentum sich eben zu verbreiten begann, kommt husle noch nicht vor, so Irene Zinkiv (2014). Stattdessen werden dort hebräisch kinnor entsprechend altgriechisch kithara und lateinisch cythara mit gusti und gudu übersetzt.
Im südslawischen Sprachraum wird der Name gusla hingegen laut Ratko Duev (2011) für ein Saiteninstrument ab dem 9. Jahrhundert erwähnt. Der bulgarische Presbyter Kosma ist wegen seiner Streitschrift gegen die Bogumilen bekannt, in der er der christlichen Sekte vorwirft, sie tränken Wein und spielten gusla zu Tänzen und teuflischen Liedern. Gusla stand, so Ratko Duev, wahrscheinlich auch in der ersten altslawischen Bibelübersetzung der Brüder Kyrill und Method aus den 860er Jahren. Die älteste überlieferte Handschrift dieser Bibelübersetzung ist zwar erst aus dem 11. Jahrhundert erhalten, ein Vergleich mit späteren Übersetzungen legt demnach aber den Schluss nahe, dass schon Kyrill und Method gusla anstelle von kinnor und kithara der ursprünglichen Bibeln verwendeten. Offenbar war gusla zu ihrer Zeit bereits ein verbreiteter slawischer Instrumentenname auf dem Balkan.
Ignác Jan Hanuš (1842) verband die alten Bedeutungsfelder von husle, „Hexerei“, „Magie“, „Aberglaube“ (entsprechend die Namen Huslar, Guslarz, etwa „Zauberer“) und „Zither“, mit der Vermutung, das Musikinstrument könnte ursprünglich bei magischen Praktiken eingesetzt worden sein. Einen solchen Zusammenhang deutet das wohl Ende des 14. Jahrhunderts entstandene russische Epos Sadonschtschina an, in welchem ein Sänger und offensichtlicher Magier ein Saiteninstrument spielt und in „alten Worten“ – womit vermutlich der Vortrag heidnischer Epen gemeint ist – die vergangenen Zeiten preist. In einem im Norden von Russland aufgenommenen Volkslied haben sich weitere Motive aus den Bylina-Mythen erhalten. Eine husle treibt darin über das Meer, bis sie an einer steilen Küste anlandet. Dies bezieht sich auf möglicherweise von den Tönen der husle begleitete Opferrituale und die Verehrung des Wassers, wovon auch die Überlieferung einer anderen Legende aus dem 11. Jahrhundert handelt. Slawen von Nowgorod am Ilmensee opferten dem See zu den Klängen einer gusli. Die verwendete gusli mit einem Loch an einem Ende des langrechteckigen Korpus war instrumentenkundlich wegen ihrer Jochkonstruktion eine Leier, wobei die Form des Korpus einer Kastenzither entsprach. Von dieser „Nowgorod-Leier“ fanden Archäologen mehrere Exemplare aus dem 11. bis 13. Jahrhundert. Sadko, ein legendärer Sänger im 12. Jahrhundert aus Nowgorod, soll mit seinem gusli-Spiel und den vorgetragenen Heldenliedern die mythischen Bewohner des Meeres betört haben.
Bis heute gibt es mehrere, nach Bauform und Saitenzahl unterscheidbare gusli-Varianten. Diesen Formenreichtum teilen sie mit den baltischen und skandinavischen Zithern, zu denen die finnische kantele und die litauische kankles gehören. Zahlreiche Lieder und schriftliche Quellen belegen ein frühes Vorkommen der gusli unter slawischen Stämmen auf dem Gebiet der Kiewer Rus, auch ist eine Verbindung der gusli mit der Tradition der baltisch-skandinavischen Zithern erkennbar. Der russische Komponist Aleksandr Famintsyn (1841–1896) gelangte durch Sprachanalysen der Bylina-Erzählungen zu einer Ableitung von altslawisch gandtli zu gosli bei den mittelalterlichen Slawen, gusli bei den Russen bis zu kantele, kantlis und ähnlich bei den Balten und Finnen. Er postulierte eine Verbindung von kantele (mit dem Wortstamm kant) von Althochdeutsch gans, Englisch goose, mit housle und husli. Die Lautverschiebung g- zu h- zeigt sich außerdem bei Russisch gus, Niedersorbisch guss, Obersorbisch husy und Tschechisch hus, husa. Famintsyn ergänzte eine praktische Erklärung, wonach die Lausitzer Wenden (Sorben) gemäß einer anonymen deutschen Quelle von 1788 ein husle genanntes Saiteninstrument besaßen, das aus drei über das Brustbein eines Gänsevogels gespannten Saiten mit einem angebundenen Stück Holz als Resonator bestand. Ein ähnliches Instrument besaßen demnach die Slawen in Böhmen, dessen Klang außerdem an Gänsegeschrei erinnert habe. Ferner wurde der Klang der kasachischen kobys mit dem Schrei eines Schwans verglichen, was wohl als eine Erinnerung an die magisch-mythische Bedeutung von Gans/Schwan in Asien zu deuten ist. Gänsevögel kommen in vielen Mythen vor, sie waren Totemtiere und galten als Bindeglieder zur jenseitigen Welt. In russischen Volksliedern, besonders über Vögel, werden häufig Musikinstrumente mit Wasservögeln verglichen. Der Schwan soll die klarste Stimme haben. Der Anthropologe Alexander Francis Chamberlain (1865–1914) verweist im Zusammenhang mit der mutmaßlichen Namensherkunft der russischen Zither gusli von gus („Gans“) und der slawischen Fidel husle von hus („Gans“) auf das ostjakische Saiteninstrument chotning, dessen Name „Schwan“ bedeutet.
Laut Irene Zinkiv sollte das slawische husle von einem indogermanischen Wortursprung abgeleitet werden, wie dies der polnische Linguist Franciszek Slavskii (1916–2001) für das polnische Wort gęśle vorschlägt. Er führt gęśle wie zuvor Aleksandr Famintsyn auf die onomatopoetische indogermanische Wurzel, das Verb gundti zurück. Während der späteren Ausgliederung des Baltoslawischen kommt das Wort gunsti vor, das im Altostslawischen zu gosti abgewandelt wird. Dieselbe Herleitung gilt auch für das polnische gusła („Magie“, „Hexerei“) und guslarz (altslawischer Zauberpriester). Polnisch gęśle ist erst ab dem Ende des 14. Jahrhunderts als Bezeichnung eines Musikinstruments bekannt, möglicherweise eingeführt aus dem ostslawischen Sprachraum.
Häufig wird husle (oder gusli) zunächst auf das altkirchenslawische Verb gusti zurückgeführt, das „summen, dröhnen“ bedeutet. Von da erfolgte der semantische Übergang auf den summenden Gegenstand – die Saiten – (hysl) und auf das gesamte Instrument (husle). Annemarie Slupski (1971) gibt für das altkirchenslawische Wort gǫsli („Saiteninstrument“) das Bedeutungsumfeld Litauisch gaũsti („dumpf tönen, rauschen, summen“) und Lettisch gaũst („jammern, klagen“) an. Über das Polnische (gusla, aus *gud-sl-) gelangten husla, gusla („Zauberei, Beschwörungen“) in die ukrainische Sprache. Polnisch gęśle und ukrainisch gusla/gusli stehen jedoch für unterschiedliche Saiteninstrumente. Die früher umherziehenden ukrainischen gusli-Spieler waren Musiker und zugleich Magier. Ihre Musik stand mit magischen Riten in Verbindung. Darin ist, ausgehend von „gusli-spielen“, ein semantisches Bindeglied zu erkennen („gusli-spielen und dabei magische Handlungen vollziehen“), das im nächsten Schritt zu „allgemein magische Handlungen praktizieren“ (gusla) weiterführt. Wegen der Bedeutungsverschiebung von „tönen, summen“, auch „singen“, zu „Magie, Zauberei“ verweist Slupski auf die Parallele von Latein carmen, „Gedicht, Strophe, Lied“ und „Zauberformel“, abgeleitet carminare, „besingen, besprechen“ und „bezaubern“. Gemeint ist der magische Aspekt von Musik, die in einen Bezauberungszustand versetzen soll. Zum Wortumfeld mit beiden Bedeutungen gehören ferner Russisch guditь („bezaubern, betrügen“ und „einen dumpfen Ton erzeugen“) und Neusorbisch guslowaś („zaubern, hexen“ und „auf der Geige spielen“).

## Herkunft und Verbreitung

### Kastenzithern

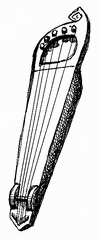
Krylovidnye gusli, schlanke flügelförmige Kastenzither mit Loch vom Typ der „Nowgorod-Leiern“. Der Spieler greift mit der linken Hand von unten durch das Loch, um die nicht benötigten Saiten zu dämpfen.

Instrumentenkundliche und etymologische Aspekte haben zur Theorie einer Verwandtschaft der skandinavischen, baltischen und russischen Zithern geführt, die demnach auf einer alten Kulturschicht basiert, die während der Vorherrschaft der Chasaren aufkam und die im Süden über Weißrussland bis zur Ukraine reichte. Die in den Mythen, Erzählungen und Liedern überlieferte, magische Bedeutung der Saiteninstrumente legt deren Existenz bereits in der Zeit vor Einführung des Christentums nahe. Aus dem mittelalterlichen Igorlied geht weder der Typ noch der Name des Instruments hervor, mit dem sich der prophetische Sänger Boyan begleitete. Falls die Saiteninstrumente aus dem asiatischen Raum kamen, so bestand offenbar eine Abneigung bei den slawischen Christen, die übernommenen Instrumente mit ihren alten Namen zu erwähnen, weil diese bei heidnischen Ritualen gebraucht worden waren. Die asiatische Wortfamilie für Saiteninstrumente fandur, pondur, pandur, panduri, kommt bereits bei den von Skythen verbreiteten Winkelharfen und bei asiatischen Leiern vor, die wie jene längst verschwundenen sind. Die Wortfamilie wurde im Mittelalter nicht übernommen und fand erst später mit der ukrainischen Zupflaute bandura (ab dem 16. Jahrhundert von Kosaken gespielt) in den slawischen Sprachraum.

#### Flügelförmiger Typ
Archäologische Funde aus dem 11. Jahrhundert bis zum Beginn des 13. Jahrhunderts im Osten Europas zeigen zwei Saiteninstrumententypen: Im Nordosten Russlands ist die schlanke, asymmetrische, flügelförmige Leierform mit einer Öffnung im Korpus im oberen Bereich der altslawische, „heidnische“ Typ (krylovidnye gusli), zu dem die „Nowgorod-Leiern“ gehören. Sie wurde senkrecht gehalten. Eine solche flügelförmige Leier mit einer großen Öffnung, die fünf Saiten besaß, wurde 1949 bei Danzig ausgegraben und in das 11. Jahrhundert datiert. Die fünfsaitige Danziger gusli ist 40 cm lang, ein anderes bei Opole ausgegrabenes Exemplar mit zwei Saiten misst 27,5 cm.
Der flügelförmige Typ bildet mit etlichen Varianten die Gruppe der „baltischen Psalter“, die bei Finnen, Balten und Ostslawen vorkommen. Zu den schlanken „baltischen Psaltern“ gehören neben der älteren, fünfsaitigen Form der finnischen kantele die litauische kankles in mehreren Varianten, die lettische kokles und die estnische kannel. Nach Konstruktion und Spielweise unterscheiden sich hiervon die skandinavischen Streichleiern, zu denen die estnische talharpa mit vier Saiten und die zwei- oder dreisaitige finnische jouhikko gehören. Sie alle haben kein Griffbrett. Dagegen gehört die norwegische langeleik mit einer Melodieseite, die auf einem Griffbrett verkürzt wird, und mit mehreren Bordunsaiten zu den Bordunzithern und ist mit den baltischen Zithern nicht direkt verwandt. Von der schlanken osteuropäischen gusli begann sich im 14. Jahrhundert das zentraleuropäische „Flügelpsalterium“ abzugrenzen, das sich durch eine trapezoide Form mit einem kreisrund überstehenden Kopf am oberen Ende auszeichnet und den Namen ala bohemica („böhmischer Flügel“) erhielt.
Eine Variante der „alten gusli“ ohne Loch besitzt 7 bis 13 Saiten, die bis zu den Stimmwirbeln fächerartig auseinanderlaufen. Der sitzende Musiker hält letztgenannten gusli-Typ waagrecht auf seinen Knien und zupft über alle Saiten mit den Fingern der rechten Hand, während er mit der linken Hand die Saiten dämpft, die nicht erklingen sollen.

#### Helmförmiger Typ

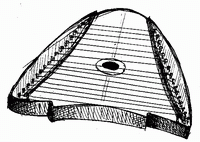
Szlemowidnje gusli, helmförmige Kastenzither

Die andere, symmetrische Form war als kyusle in der Wolgaregion bekannt und taucht ab dem 14. Jahrhundert in der russischen Literatur auf. Der symmetrische gusli-Typ wird mit einem dreieckigen Korpus dargestellt, vom stehenden Spieler mit der Spitze nach oben senkrecht vor dem Körper gehalten und mit den Saiten waagrecht, sodass sich die kürzeste Saite oben befindet. Bis zum 16. Jahrhundert war dieser Typ breiter und im Umriss helmförmig (glockenförmig) geworden und hatte sich den gerundeten Kanten der modernen kantele angenähert. Der Musiker hielt die Zither noch immer aufrecht vor seinem Körper. Heute wird sie dagegen waagrecht auf dem Schoß liegend gespielt. Das 11 bis 36-saitige Instrument wird gusli šlemovidnye („helmförmige gusli“) oder gusli psal’tirevidnye („psalteriumförmige gusli“) genannt und gehört zur Tradition der Skomorochen, der fahrenden Sänger, die noch um 1900 epische Lieder (Bylinen) und geistliche Gesänge von der gusli begleitet vortrugen.
In der Ukraine sorgte Mykola Budnyk (1953–2001), ein Spieler der ukrainischen, gezupften Kurzhalslaute kobsa (кобза, namensverwandt mit der rumänischen cobză) für die Wiederbelebung einer Reihe selten gewordener traditioneller Saiteninstrumente, darunter kobsa-Typen und die helmförmige Kastenzither gusli oder husli, die er nach herkömmlichen Herstellungsmethoden nachbaute.

#### Verbreitungstheorien

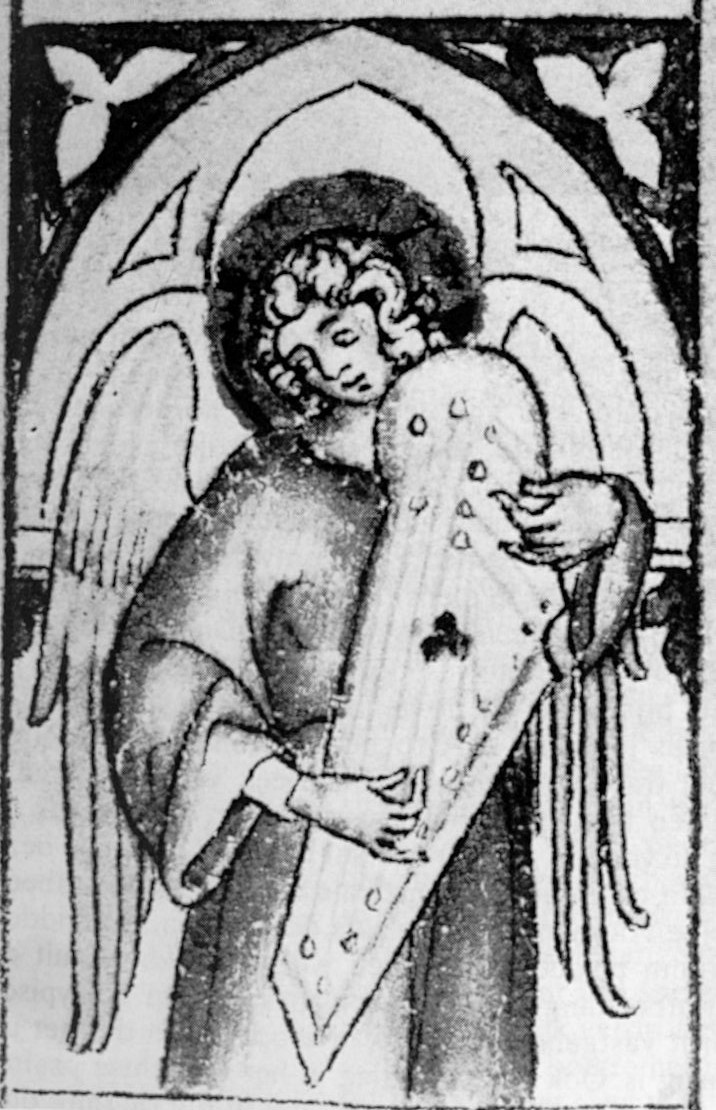
„Flügelpsalterium“, Latein ala bohemica („böhmischer Flügel“) aus dem 14. Jahrhundert.

Allen „baltischen Psaltern“ ist ein starker kultureller Rückbezug in die Zeit vor der Christianisierung gemein. Zu ihrer Herkunft und zur Verbreitung der unterschiedlichen Formen wurden ab Ende des 19. Jahrhunderts drei Theorien aufgestellt: Aleksandr Famintsyn, der 1890 eine Monografie über die gusli veröffentlichte, sah in der helmförmigen gusli eine Weiterentwicklung der älteren Formen und führte die sogenannte slawische Theorie ein, wonach die Zitherinstrumente durch Slawen von den Byzantinern zu den Balten und Finnen gelangt seien. Ihm hielten Mikhail Petukhov (1892), N. I. Privalov (1908) und andere die „finnische Theorie“ entgegen, welche die mehrfache Erwähnung der kantele im finnischen Nationalepos Kalevala hervorhob und den Ursprung der Zithern in Zentralsibirien zwischen Ural und Altai verortete. Die Slawen hätten demnach umgekehrt die Zither von den Balten und Finnen übernommen. Eine Formverwandtschaft zwischen der helmförmigen gusli und den baltischen Instrumenten lehnten sie ab und die Instrumentennamen führten sie auf einen finnischen Wortschatz zurück. Weil die kantele häufig auf finnischen Runen auftaucht und die ältesten Runen annähernd 2000 Jahre alt sind, glauben viele finnische Gelehrte, wenn sie die kantele mit einem nationalistischen Blick betrachten, an ein ebenso hohes Alter ihres Instruments. Der finnische Professor für Musikethnologie, Timo Leisiö (ab 1983) hält die Einfuhr der Zither im Mittelalter (12./13. Jahrhundert) durch eingewanderte Karelier und Savonier für realistisch und verweist darauf, dass aus dem 1. Jahrtausend ansonsten überhaupt kein Melodieinstrument aus Finnland bekannt ist.
Die auf westliche Forscher einflussreichste dritte, „orientalische“ Theorie stellte Curt Sachs (1916) auf, wonach die baltischen Zithern auf einer nicht näher ausgeführten Route durch den im Mittelalter starken byzantinischen Kultureinfluss aus dem arabischen Raum nach Russland und ins Baltikum kamen. Seit dem 10. Jahrhundert wird der Name al-qānūn für eine trapezförmige Kastenzither in arabischsprachigen Quellen erwähnt. Sachs knüpfte eine sprachliche Verbindung von Altgriechisch kanon (κανών, „Richtschnur, Regel, Vorschrift“) über Arabisch al-qānūn, Mittelhochdeutsch cannale, Georgisch kankula bis zu kantele. Literarische Quellen belegen die frühmittelalterliche Verwendung von Saiteninstrumenten bei den Westslawen sowie den Austausch mit Byzanz und Zentraleuropa. So berichtet der frühbyzantinische Geschichtsschreiber Theophylaktos Simokates Anfang des 7. Jahrhunderts von drei slawischen Gefangenen, die im Jahr 591 aus dem Baltikum nach Thrakien verschleppt wurden und „Kitharas“ mitbrachten. Um die Mitte des 9. Jahrhunderts erwähnte der Mönch Ermenrich von Ellwangen in einem Brief an den Abt Grimald der Abtei St. Gallen, dass die Slawen über ein „Psalterium“ verfügten. Aus dem Gebiet der Piasten (heute Polen) schrieb der Mönch Gallus Anonymus in seiner um 1115 entstandenen Chronik, die Leute hätten derart den Tod des polnischen Königs Bolesław 1081 beklagt, dass die „Kithara“ und alle anderen Musikinstrumente verstummt seien.

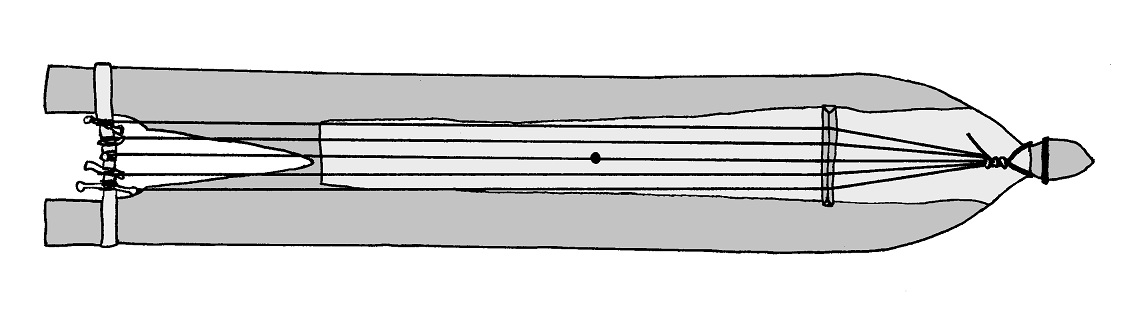
Skizze einer nars-yukh, einer Verbindung aus Leier und Kastenzither der finno-ugrischen Chanten und Mansen.

Jüngere Studien stellen nach der Auswertung archäologischer Funde einen Zusammenhang zwischen asiatischen Leiern und den Zithern her. Ilya Tëmkin (2004) versucht, mit einer detaillierten instrumentenkundlichen Vergleichsbasis zwischen ethnologischen und archäologischen Psaltertypen der Region eine Entwicklungslinie zu erarbeiten. Als hypothetische Frühstufen setzt Tëmkin eine in das 6. Jahrhundert datierte rotta (Streichleier ähnlich der crwth) aus Deutschland und eine nars-yukh (nares-jux, „Musik-Holz“, langrechtige kastenförmige Leier, die von den Chanten und Mansen östlich des Ural gespielt wird und die einzige existente asiatische Leier darstellt). Ein wesentliches strukturelles Merkmal, welches die Spielweise prägt und eine markante Entwicklungsstufe darstellt, ist das Loch im Korpus der bei Nowgorod gefundenen gusli-Exemplare des 11./12. Jahrhunderts. Mit der linken Hand kann der Spieler das auf dem Oberschenkel aufgestützte Instrument schräg oder in der Senkrechten vor dem Körper halten und zugleich von unten die Saiten dämpfen. Diese Technik entspricht der alten Spielweise von Leiern, etwa der griechischen kithara und heutiger Leiern am Horn von Afrika wie der tanbura. Ikonographisch belegt ist die Haltung des Instruments in einer Buchmalerei im angelsächsischen Vespasian Psalter aus dem 7. Jahrhundert. Weil mit der festen Position der linken Hand nicht weit gegriffen werden kann, besaß nur eine der Nowgorod-gusli acht Saiten. Alle anderen gusli dieser Bauart sind sehr schmal und waren mit weniger Saiten bespannt. Laut Tëmkin besaßen die ältesten Zithern keine Öffnung im Korpus. Als hypothetischen Verbreitungsweg im Mittelalter zeichnet er – basierend auf den selbst gesteckten Vorgaben von 26 ausgewählten Instrumenten – eine von Zentraleuropa im frühen Mittelalter ausgehende Route, die sich östlich von Deutschland auf slawischem Gebiet aufspaltet. Eine Richtung führt ostwärts direkt nach Nowgorod, die andere führt etwas später nach Norden über die baltischen Gebiete nach Finnland. Durch die geographische Randlage von Finnland soll die Form der dortigen Saiteninstrumente weniger stark von den Nachbarn beeinflusst und somit einheitlicher geblieben sein als in Russland. Von den frühen Nowgorod-Zithern sieht Tëmkin keinen direkt ausstrahlenden Einfluss.
Auch nach anderen Überlegungen stehen die gusli mit zentraleuropäischen spätmittelalterlichen Psaltern in Verbindung. Details der Bauform, die Spielweise in Akkorden und das Liedrepertoire ergeben eine eigenständige russische Gusli-Tradition.

### Verbreitung der mittelalterlichen Fideln

Diskantviola in Michael Praetorius Syntagma musicum, 1619

Die Entstehung der Streichinstrumente wird allgemein zwischen dem 6. und 8. Jahrhundert in Zentralasien vermutet. Der arabische Gelehrte al-Farabi beschreibt erstmals Anfang des 10. Jahrhunderts das Streichinstrument rabāb, das damals vermutlich eine ein- bis zweisaitige Langhalslaute war. Aus dieser Zeit stammt auch die älteste bekannte Abbildung eines byzantinischen Streichinstruments an einer griechischen Psalterhandschrift. Mit der islamischen Expansion gelangten Streichinstrumente nach Südeuropa. Die erste europäische Abbildung eines solchen ist ein Bild zur Johannes-Apokalypse in einer mozarabischen (in Nordspanien entstandenen) Beatus-Handschrift um 920–930 (Nationalbibliothek Madrid, Hh58, fol.127r). Darauf sind vier Engel zu sehen, die übergroße spatenförmige Langhalslauten mit drei Saiten in senkrechter Haltung mit einem Rundbogen streichen: habentes citharas dei heißt es hierzu.
Über Byzanz und das andalusische Spanien gelangte der Streichbogen nach Westeuropa, wo bis um 1100 etliche Typen von Lauteninstrumenten gestrichen wurden. In den folgenden Jahrhunderten bildeten sich regionale Formen heraus. Bis zum 15. Jahrhundert war in Deutschland die Streichleier rotta beliebt (in England die crwth). Die spatenförmigen Fideln waren im 12. Jahrhundert in Südeuropa (Spanien, Italien) verbreitet und in Mitteleuropa war ein annähernd runder Typ vorherrschend. Auf Handschriften ab dem 12. Jahrhundert ist eine senkrecht auf den Knien aufgestützte oder zwischen den Beinen („da gamba“) gehaltene Fidel mit einem achtförmigen Korpus zu sehen. Der Korpus kann mehr oder weniger tailliert sein. Hinzu kommen die aus dem islamischen Raum eingeführten rebec-Typen mit einem schmalen oder einem birnenförmigen Korpus. Die Resonanzkörper aller Lauteninstrumente wurden aus einem einzelnen Block aus Weichholz herausgearbeitet und mit einer dünnen Holzdecke versehen. So werden bis heute in vielen Regionen Volksmusikinstrumente hergestellt.
Informationen zu Fideln aus dem 15. Jahrhundert sind zu einem großen Teil Johannes Tinctoris zu verdanken. Bis dahin französisch viele genannt, hießen die von der byzantinischen lira abstammenden Streichinstrumente ab dem 15. Jahrhundert französisch viole oder vyolon, englisch vyell, italienisch viola, niederländisch vedel und später deutsch Fiedel. Gemeinsam ist den Fideln eine der späteren Violine ähnliche Haltung und Spieltechnik. Tinctoris unterschied bei den gestrichenen viole drei Formen: eine mit einem flachen Boden und mehr oder weniger stark taillierten Seiten an einem Korpus, der kleiner als derjenige der Laute ist. Eine zweite viole, von der man glaubte, sie sei von den Griechen eingeführt worden, hat eine etwas andere Form und Besaitung als die Laute. Die dritte Form ist ein kleines, von den Franzosen rebec genanntes Instrument mit einem wie bei der Laute halbrunden (wörtlich testudineum, „schildkrötenpanzerförmigen“) Korpus. Der erste Typ (gitarrenförmiger Korpus, C-förmige Schalllöcher, drei oder fünf Saiten) war während des gesamten 15. Jahrhunderts die typische Form in Westeuropa und blieb weiterhin als Nischeninstrument in der Volksmusik erhalten, während sich im 16. Jahrhundert die heutige Form der Violine durchsetzte.
Zu den „Fidel-Nischen“, in denen Ableitungen der mittelalterlichen Instrumente und teilweise alte Spielweisen überliefert sind, gehören die Region Iglau in Mähren (im heutigen Tschechien) – eine Sprachinsel, in der bis zum Ende des Zweiten Weltkrieges Deutsch gesprochen wurde – mit drei Größen von husle, außerdem Böhmen und die benachbarte Slowakei mit mehreren Fidel-Typen. Eine weitere Sprachinsel bilden die Sorben in der Lausitz.
Im Zentrum und Westen Polens wurde die dreisaitige Fidel mazanki, die einer kleinen Violine ähnelt, bis Anfang des 20. Jahrhunderts gespielt. Heute wird sie mit angepassten Arbeitstechniken nachgebaut. Die drei- oder viersaitige polnische złóbcoki (auch gęśliki) ist eine der rebec ähnliche Fidel mit einem schlanken ovalen oder bootsförmigen Korpus, die nur in der Region Podhale im polnischen Tatravorland vorkommt. Als gęśle wird heute in dieser Region die in einem Volksmusikensemble gespielte Violine bezeichnet. Im mittelalterlichen Polen stand gęśle, gęśl, gąsłki und gusli für unterschiedliche gezupfte, später gestrichene Saiteninstrumente.

### Sorbische Fidel

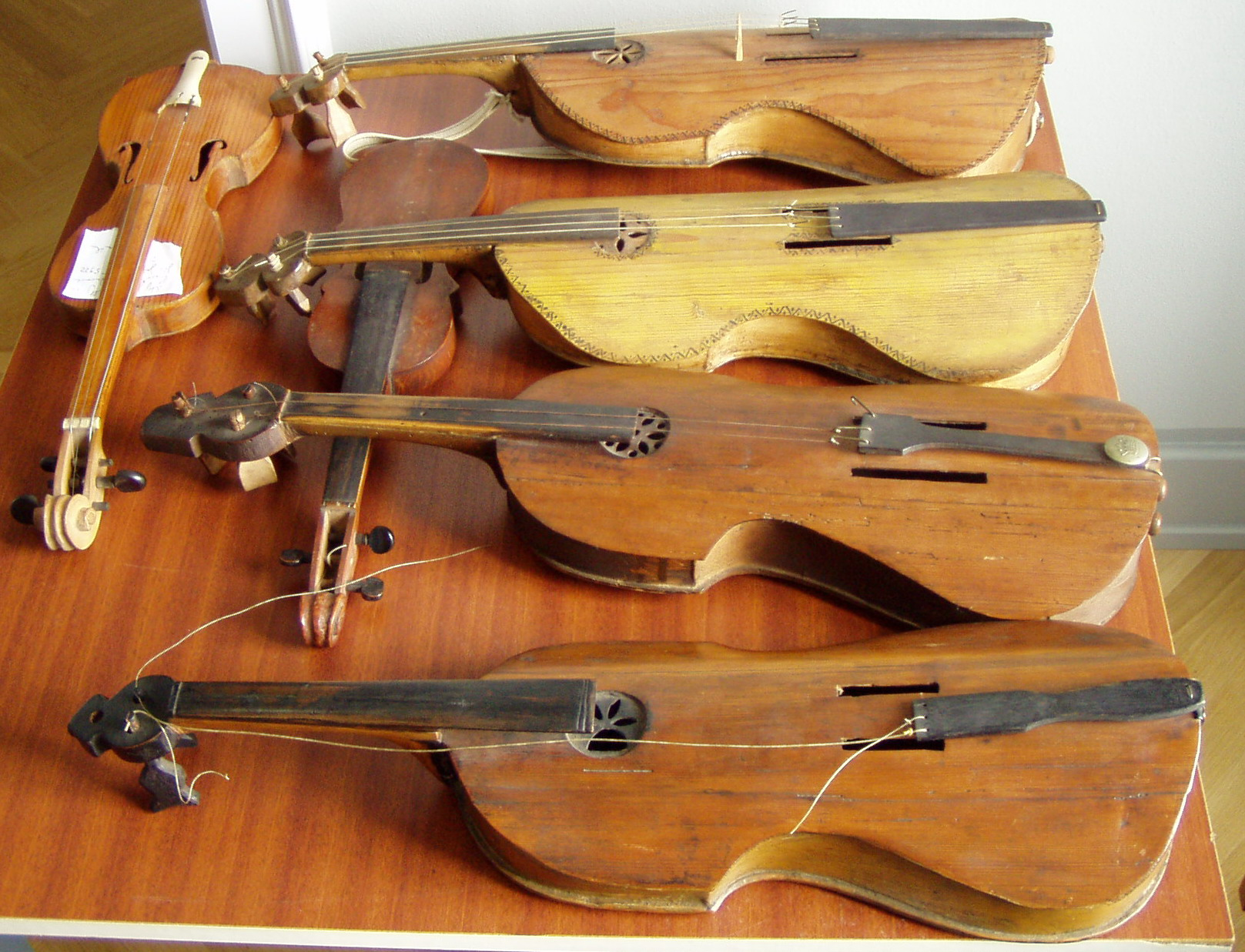
Unterschiedlich große sorbische husle mit drei Saiten.

Einen Hinweis auf eine eigenständige Musikkultur der Sorben (Latein surbi) im 10. Jahrhundert gibt die Chronik des Bischofs und Geschichtsschreibers Thietmar von Merseburg (975–1018). Durch die deutsche Ostexpansion verloren die Sorben ihren Feudaladel. Dies verhinderte die Herausbildung einer höfischen Musikkultur im Hochmittelalter, weshalb sich die sorbische Musik über die Jahrhunderte rein in Volksliedern und instrumentaler Volksmusik überliefert hat. Die sorbische Volksmusik behauptete sich jedoch in den dörflichen Gemeinschaften in streng festgelegten Formen und in Abgrenzung zur Musikkultur der deutschen Siedler. Im 17. Jahrhundert pflegten „wendische Bierfiedler“ und Singgruppen (unverheirateter Mädchen) ihr mündlich tradiertes Repertoire aus geistlichen und weltlichen Volksliedern, das Teil der nationalen Identität geworden war. Seit Ende des 18. Jahrhunderts sind schriftliche Quellen überliefert, unter denen das Kralsche Geigenspielbuch des Volksmusikers Mikławš Kral (1791–1812) hervorzuheben ist. Für die sorbische Musik charakteristisch sind neben zwei unterschiedlich großen Dudelsäcken (měchawa und kózoł) und dem hölzernen Doppelrohrblattinstrument tarakawa eine kleine dreisaitige Fidel (małe husle) und eine große Version derselben (wulke husle).
Ihr Korpus mit einem flachen Boden und leicht taillierten Zargen hat eine gewisse Ähnlichkeit mit den Schlüsselfideln, die zuerst im 15. Jahrhundert in Skandinavien auftauchen. Die archaisch anmutenden, schmalrechteckigen Schalllöcher, die den gekrümmten Steg flankieren, kommen auch bei den mährischen Fideln vor. Die große sorbische Fidel (wulke husle), die in der mittleren und südwestlichen Oberlausitz verbreitet war, gehört zum mittelalterlichen Typus der Diskantviolen, ihre drei Saiten sind auf d’–a’–e’’ gestimmt. Die sorbischen husle werden wie einige mittelalterliche Fideln an einem Schulterband schräg vor der Brust gehalten. Ungefähr gegen Ende des 19. Jahrhunderts waren sie praktisch verschwunden. Nach der Mitte des 20. Jahrhunderts sorgte ein neu erwachtes Interesse an der sorbischen Volkskultur für eine gewisse Wiederbelebung der Fidel-Tradition.

### Fideln in Tschechien

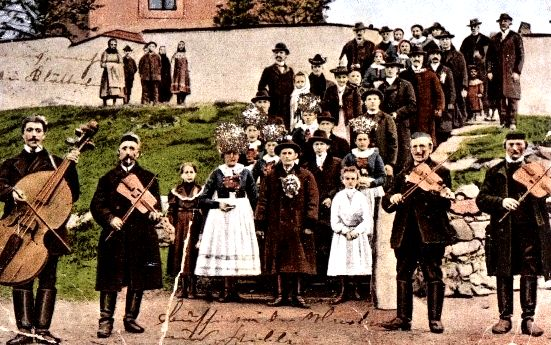
Ensemble mit drei Fideln (skřipky) unterschiedlicher Größe und einem Bass (skřipkařská), das 1896 in Simmersdorf (heute Smrčná u Jihlavy, Tschechien) bei einer Hochzeit aufspielte.

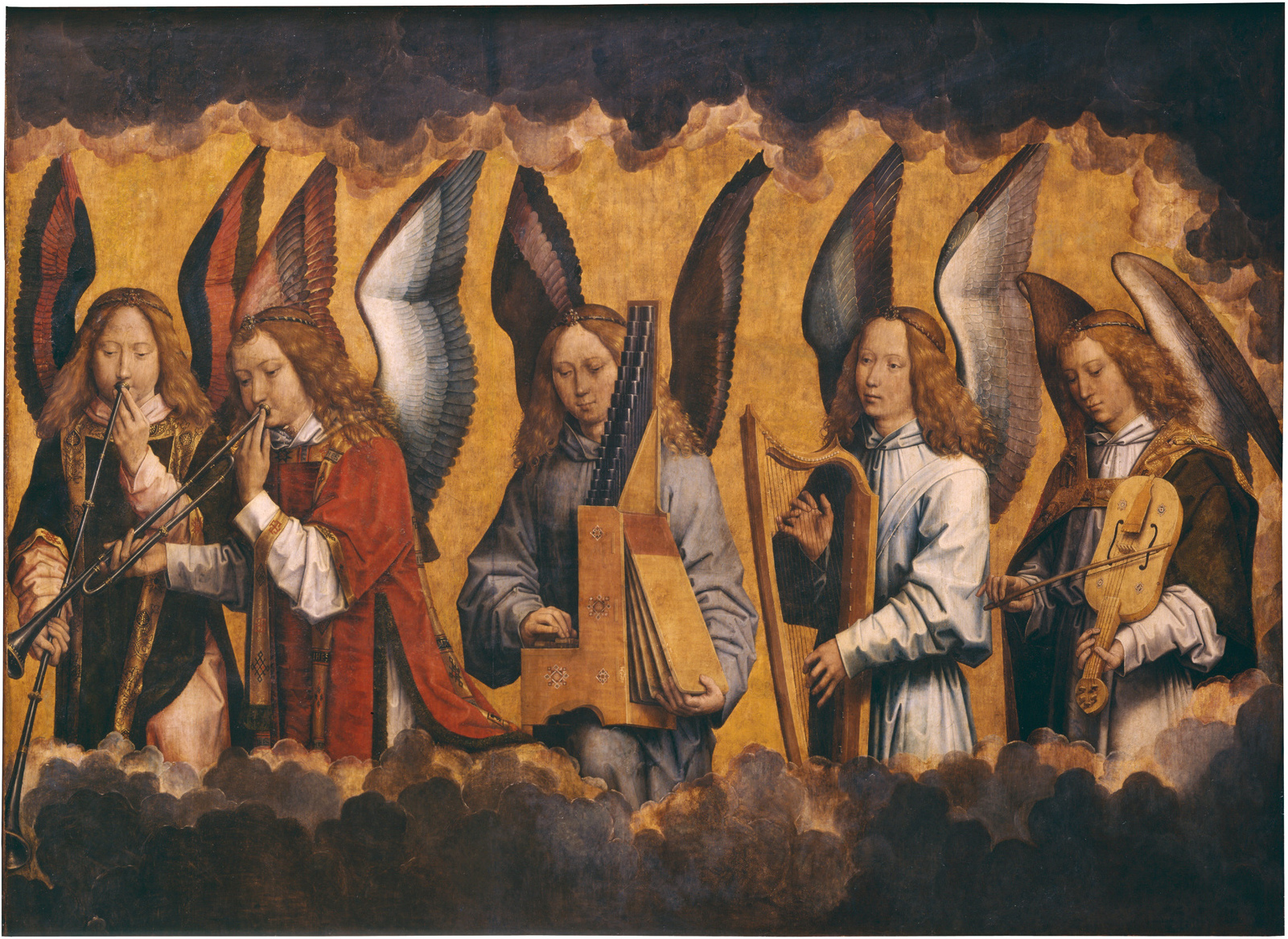
Rechte Seite eines Triptychons von Hans Memling: „Christus von Engeln umgeben“, 1480er Jahre. Gerade Trompete, Zugtrompete, Portativ, Harfe. Rechts spielt ein Engel eine Fidel mit einem kammartigen Steg.

Seit mindestens dem 16. Jahrhundert haben sich in der deutschen Sprachregion Iglau in Mähren in der Mitte des heutigen Tschechien drei Größen von Fideln erhalten, die den sorbischen ähneln. Die Fideln heißen nach ihrer Größe: hoch tönende Klarfiedel (tschechisch malé husle), mittelhohe Grobfiedel (velké husle) und der Bass Ploschperment (skřipkařský baset). Ihr Korpus wird aus einem Block Ahornholz ausgehöhlt und mit einer aufgeleimten Decke aus Fichtenholz versehen. In die Decke sind im Bereich des Stegs zwei langrechteckige Schalllöcher eingeschnitten. Die Stege sind kammartig, wie sie ebenso Hans Memling, ein Maler der niederländischen Schule in der zweiten Hälfte des 15. Jahrhunderts darstellte.
Die Klarfiedel besitzt vier Saiten, die wie bei der Violine auf g–d’–a’–e’’ gestimmt sind. Die drei Saiten der Grobfiedel entsprechen den drei tiefsten Saiten der Klarfiedel, also g–d’–a’. Der Bass hat die Größe eines Violoncellos, wird aber nicht mit einem Stachel auf dem Boden aufgesetzt, sondern an einem Schultergurt schräg vor dem Körper gehalten. Seine Saiten sind meist auf C–G–d–d’ gestimmt.
Das Fidel-Ensemble, bestehend aus zwei Klarfiedeln für die Melodie, einer begleitende Akkorde beisteuernden Grobfiedel und einem Ploschperment galt als „bäuerliche Musik“ und spielte bei Familienfeiern, anderen festlichen Ereignissen und in den Gasthäusern zum Tanz auf. Daneben gab es die eher städtischen Blaskapellen. Die Volkstänze der Iglauer Sprachinsel werden als Hatscho bezeichnet. Wie sich die Tanzteilnehmer bei Hochzeiten zu verhalten hatten, war durch Brauchtumsregeln vorgegeben. Die heutigen Fidel-Ensembles in Mähren (hudecká muzika) und darüber hinaus in Ostmitteleuropa bestehen üblicherweise aus einer ersten Violine (primáš), einer zweiten Violine (obligát), Bratsche und Kontrabass. Zum cimbálová muzika gehört außer den Streichern in erster Linie ein Hackbrett (cimbalom) und häufig eine Klarinette.
In Böhmen wird bis heute eine dreisaitige Fidel mit einem aus einem Holzblock gefertigten Korpus mit gerundeten Ecken und einer Wirbelscheibe gespielt. Der Musiker hält das Instrument, wie es ähnlich eine Illustration in einer tschechischen Bibel aus dem 14. Jahrhundert zeigt, unter dem Kopf gegen den rechten Oberarm gedrückt und durch ein Band fixiert, das über seinen linken Ellbogen und um den Korpus herum verläuft.

### Streichlauten in der Slowakei

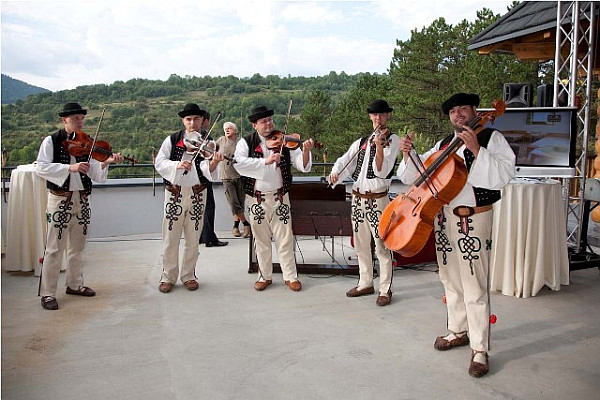
Streicherensemble mit vier Violinen und einem Violoncello in Terchová, Nordslowakei, das bei Hochzeiten und anderen Festen zum Tanz aufspielt.

In der Volksmusik der Slowakei blieben mehrere unterschiedliche Streichlautentypen in Museen und im alltäglichen Gebrauch erhalten, die organologisch mit mittelalterlichen Instrumenten verwandt sind. Kleine Streichinstrumente, die waagrecht an die Schulter oder gegen den Oberkörper gehalten werden, heißen wie die Violine verallgemeinernd husle. Senkrecht gespielte Instrumente von der Größe eines Violoncellos werden basa („Bass“) genannt. Die mit dem Hals aus einem Holzblock geschnitzten Resonanzkörper sind rinnenförmig-schlank, birnenförmig oder trogförmig. Viele der mit zwei bis vier Saiten bespannten Instrumente gehören zu den Schalenhalslauten, die zargenlos sind. Daneben gibt es gegenüber der Violine einfacher gearbeitete Instrumente mit Zargen. Überwiegend werden jedoch heute in den Volksmusikensembles die aus der Kunstmusik übernommenen Violinen eingesetzt.

#### Kleine Oktavgeige
Zu den rinnenförmigen Typen gehört die malé oktávky („kleines Oktavchen“), kurz oktávky (obtávky oder optávky), nach ihrer Form auch dlabané husle (oder vydlabané husle, „ausgekehlte Geige“) und nach der Methode, wie der Korpus ausgehöhlt wird, varechové husle („Kochlöffelgeige“) genannt. Der sehr schmale Korpus verbreitert sich nur unwesentlich vom Hals zur Mitte und wird zusammen mit dem leicht geknickten Wirbelkasten (žlab na struny, „Rinne für die Saiten“) aus einem Stück Holz angefertigt. Die Gesamtlänge beträgt 52 bis 56 cm, davon entfallen auf den Hals (krk) 12 bis 13 cm. Die Breite des Resonanzkörpers nimmt von 2,5 cm an beiden Enden bis 70–80 cm in der unteren Mitte zu. Die Wände sind bis auf 0,5 cm ausgedünnt. Die vier Saiten verlaufen von einem Saitenhalter am unteren Ende über einen 5 cm breiten Steg, ein Griffbrett und einen Sattel bis zu seitenständigen Holzwirbeln. Anstelle der früheren Saiten aus Schafsdarm (struny drobové, „Darmsaiten“) werden heute Metallsaiten verwendet. Oberhalb des Stegs befinden sich symmetrisch zwei f-förmige Schalllöcher. Der verwendete Streichbogen (bičík, „Peitschchen“) von 61 bis 63 cm Länge ist leicht gekrümmt und mit 47 bis 48 cm langem Rosshaar bezogen. Der Abstand zwischen den aus Buchenholz gefertigten Bogenstab und dem Bezug beträgt maximal 3 cm.
Am begehrtesten für die Herstellung ist Ahornholz, das sorgfältig nach den gewünschten Klangeigenschaften ausgewählt wird. Es sollte bis zur Verarbeitung mindestens sieben Jahre gelagert sein. Die handwerkliche Herstellung, die früher die Spieler selbst vornahmen, geschieht mit Dechsel, Stecheisen und einem doppelschneidigen Messer. Zur Glättung der Oberfläche dienen Raspeln und Schleifpapier, bis die geringe Wandstärke von 0,5 cm oder noch darunter erreicht ist. Die Decke aus Fichtenholz wird auf den Resonanzkörper aufgeleimt und zunächst mit einer Hanfschnur festgebunden. Zuvor wird der Hals von unten ausgehöhlt. Von oben wird ein Griffbrett aus Ahornholz auf den Hals geleimt, das zur Decke eine kleine Stufe bildet. Ist das Instrument fertig hergestellt, wird es mit Wasser abgewaschen, um Leimreste zu entfernen. Einen Lacküberzug erhält die Holzoberfläche üblicherweise nicht. Traditionell wurden die Geigen mit einem Band an der Zimmerwand hängend aufbewahrt.
Von den in der Tonlage der Violine gestimmten Saiten (g–d’–a’–e’’) werden meist nur die beiden oberen Saiten in der ersten und zweiten Lage gespielt. Mit dem Mittel- oder Ringfinger wird gelegentlich von der zweiten Lage aus mit einem Glissando ein höherer Ton erzielt. Durch den starren, schmalen Korpus und der ungenügenden Schallübertragung von der Decke auf die Korpuswände erzeugt die malé oktávky lediglich einen leisen und dünnen Klang. Gespielt werden Melodien, die zu den Gattungen der Hirtenlieder und Hochzeitslieder gehören und deren Tonvorrat nicht wesentlich über eine Quinte hinausgeht. Im Streicherensemble von drei bis vier Instrumenten übernimmt die malé oktávky den Part der melodieführenden Geige (primáš), ansonsten werden solistisch Lieder zur eigenen Unterhaltung gespielt.
In historischen Abbildungen ist die malé oktávky nicht auffindbar. Die ältesten Exemplare stammen aus dem Anfang des 19. Jahrhunderts. Die meisten Instrumente wurden früher in Liptovské Sliače am Nordrand der Niederen Tatra angefertigt. Ab den 1920er Jahren wurde die malé oktávky allmählich durch die Violine ersetzt, aber seit den 1960ern spielen manche Ensembles sie wieder bei Dorftänzen. Oskár Elschek untersuchte das Instrument erstmals gründlich in den 1960er Jahren und in den 1970er Jahren beschrieb es Ivan Mačák in einem Dokumentarfilm.

#### Große Oktavgeige
Die veľké oktávky („großes Oktavchen“) wird nach der Herkunftsregion liptovské oktávky („Liptauer Oktavchen“) oder schlicht husle genannt. Sie gehört zu den Schalenhalslauten mit birnenförmigem Korpus. Dieser ist mit dem Hals und dem Wirbelkasten aus einem Holzstück gefertigt, wobei wie bei den zusammengesetzten Lauten Korpus und Hals als separate Teile erscheinen. Die Gesamtlänge beträgt etwa 62 cm, die Korpusbreite 17 cm und dessen Höhe 5 cm. Der Hals ist etwa 14 cm lang und an der Unterseite halbrund. Die Form des Halses, der ungefähr 10 cm lange Saitenhalter und das 29 cm lange, bis fast in die Mitte der Decke ragende Griffbrett wurden von der Violine übernommen. Der Saitenhalter ist über eine Verbindungsschnur mit einem an der Unterseite aus der Korpuswand geschnitzten Knopf (gombík, „Knopf“, pupok, „Nabel“, oder pupčok huslový, „Geigennabelchen“) befestigt. Die f-förmigen Schalllöcher seitlich des Stegs sind 8 cm lang. Der Steg steht auf zwei Füßen und ist durch ornamentale Aussparungen kunstvoll verziert. Der Wirbelkasten zur Aufnahme der vier seitenständigen Wirbel endet in einer aufwärts gerollten Schnecke (slimáková hlavočka, „Köpfchen der Schnecke“). Bei manchen Instrumenten besteht der Kopf anstelle der Schnecke aus einem Tierkopf (etwa levová hlavočka, „Löwenköpfchen“) oder einer menschlichen Figur (pana, „Jungfrau“).
Die große Oktavgeige wird ähnlich wie die kleine hergestellt. Nachdem die Maße von einer Schablone auf einen grob behauenen Ahornblock übertragen wurden, erfolgt die Grobbearbeitung des Halses mit Säge und Dechsel, bevor der Korpus ausgehöhlt wird. Die mit einem Messer aus Fichtenholz gefertigte Decke ist am Rand 2 mm und in der Mitte 3 bis 4 mm stark. Gegenüber dem Rand wölbt sich die Decke in der Mitte 10 bis 12 mm nach oben. Unter dem rechten Fuß des Stegs bleibt parallel zu den Saiten an der Deckenunterseite der Bassbalken (prut, „Rute“) stehen. Besonders sorgfältig wird die für den Klang entscheidende Position des Stimmstocks geprüft, der aus einem Fichtenholzstab von 4 bis 5 mm Durchmesser besteht. Auch die veľké oktávky wird nicht lackiert, sondern nur leicht mit Pflanzenöl eingerieben.
Der Korpus der veľké oktávky ist voluminöser als bei der malé oktávky und die gesamte Verarbeitung erfolgt sorgfältiger, weshalb der Klang des Instruments stärker und ausgewogener ist. Als Ensembleinstrument für Hirten- und Tanzmelodien kommt der veľké oktávky die Aufgabe der zweiten Geige zu, falls eine kleine Geige die Melodieführung übernimmt. Gelegentlich wird sie auch solistisch eingesetzt. Das älteste Instrument in einem Museum wurde ebenfalls in Liptovské Sliače hergestellt und stammt aus dem 19. Jahrhundert.

#### Troggeige

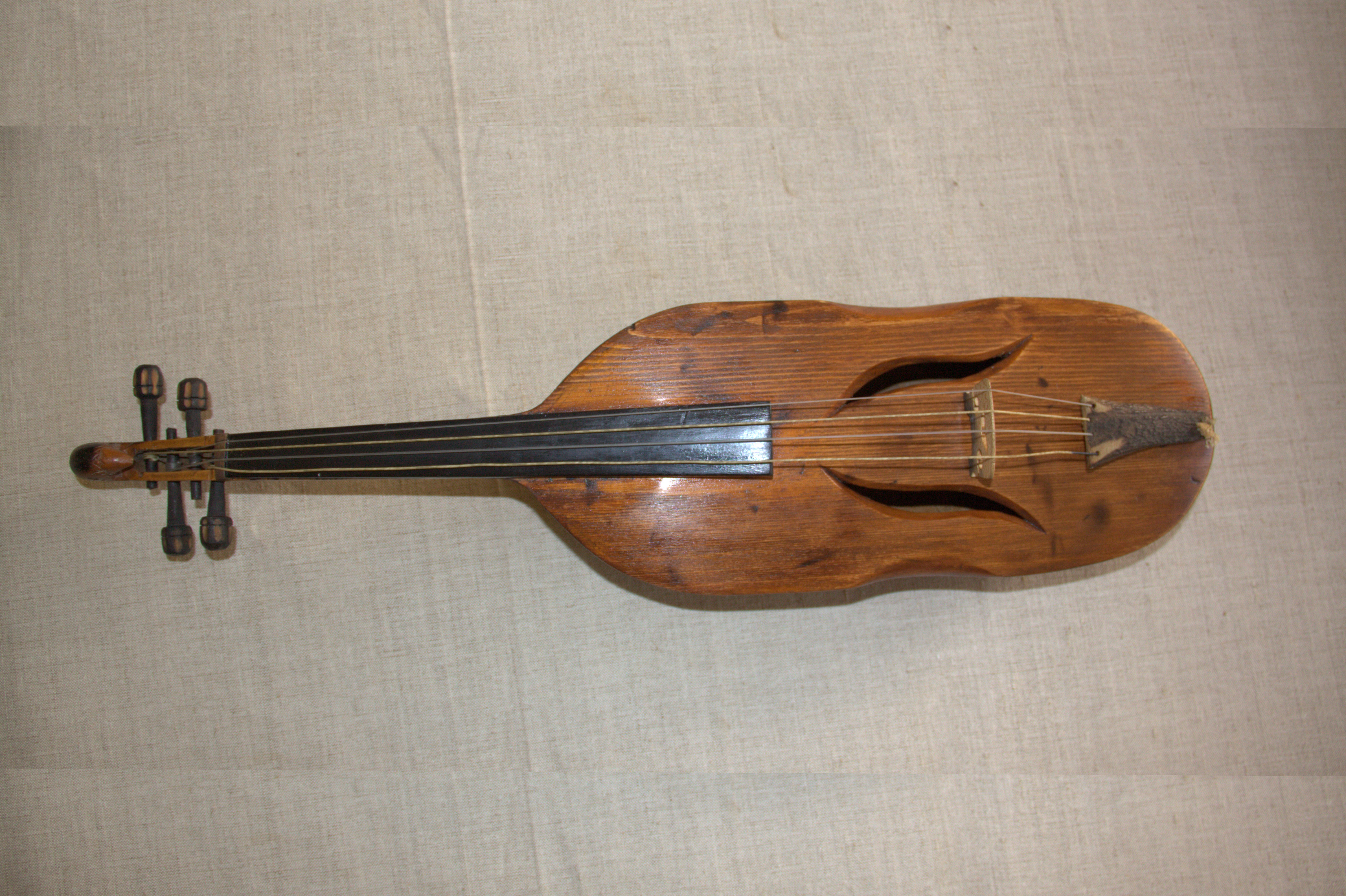
Rinnengeige mit gering taillierten Seiten, ansonsten der Troggeige entsprechend. Zweigstelle des Slowakischen Nationalmuseums (SNM) in Martin.

Die Schalenhalslaute mit einem aus einem Halbstamm herausgeschnitzten, trogförmigen Korpus wird korytkové husle („Troggeige“) oder dlabané husle („ausgekehlte Geige“) genannt. Die Gesamtlänge beträgt zwischen 55 und 62 cm; der Korpus bildet ein rund 34 cm langes Oval, das an den Längs- und Schmalseiten gleichmäßig zum Boden gerundet ist. Auf den aus Ahornholz bestehenden Korpus wird eine ebene Fichtenholzdecke genagelt. Bis auf die Korpusform entsprechen die übrigen Bauteile wie Saitenhalter, Griffbrett und Wirbel denen der großen Oktavgeige. Der Name des Instruments ist in der Nord- und Nordwestslowakei verbreitet. Zwei Exemplare wurden in den 1960er Jahren für das Slowakische Nationalmuseum (SNM) erworben.
Das Alter dieses Instrumententyps ist unbekannt. Eine ähnliche Form besitzt die ungefähr doppelt so lange Trogbassgeige (basička, „Bässlein“, oder korytková basa, „Trogbass“) mit einem Fichtenholzkorpus, die bis in die 1930er Jahre in Streicherensembles verwendet wurde.

#### Rinnengeige

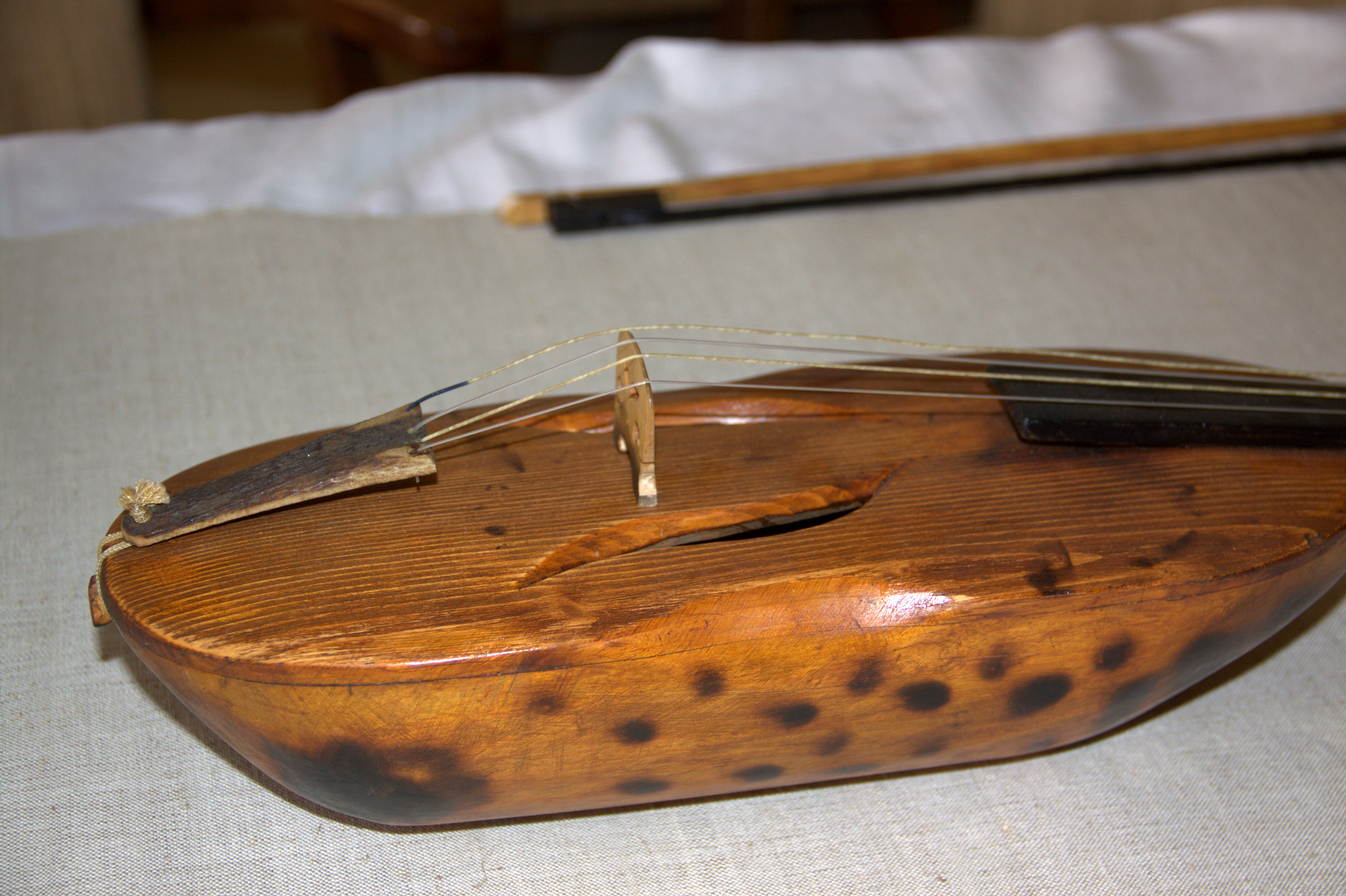
Selbe Rinnengeige von der Seite. Decke aus Fichtenholz, Korpus aus Ahornholz mit schwarzen Brandflecken und mit Klarlack überzogen.

Der zur Gruppe der korytká („Tröge, Trögchen“) gehörende Typ heißt žliabkové husle („Rinnengeige“, auch zlobcoky, žlobcoky oder žlobky) und ähnelt der Troggeige, besitzt jedoch im Unterschied zu jener einen am oberen Rand leicht taillierten Korpus. Dieser wird zlob („Rinne“) oder korytko („Trog“) genannt. Damit nähert sich die Rinnengeige den Geigen mit achtförmigem Korpus an. Der Wirbelkasten endet nicht in einer Schnecke, sondern in einem nach unten gebogenen Adlerkopf oder manchmal einem Schafskopf. Außer dem Korpus entsprechen die Bauteile weitgehend der Violine. Der 7 bis 9 cm lange Saitenhalter besteht wie der Korpus aus Ahornholz oder ist aus einem Hirschgeweih geschnitzt. Der Knopf (copec, „Zöpfchen“) an der Unterseite, an welchem der Saitenträger festgebunden ist, wird aus dem Korpusholz herausgeschnitzt oder als Stöpsel in eine Bohrung gesteckt. In die aufgeleimte Fichtenholzdecke (virh, „Oberteil“) sind 8 bis 12 cm lange, leicht geschwungene Schalllöcher eingesägt. Manche Exemplare besitzen neben dem rechten Fuß des Stegs einen Stimmstock. Zwei untersuchte Exemplare sind 60 bzw. 64 cm lang und am Korpus 32 bzw. 38 cm breit. Anders als bei sonstigen Streichinstrumenten werden alle Oberflächen mit eingebrannten Strichornamenten verziert, dazu mit einer Flamme schwarze Brandflecken erzeugt, manchmal wird das gesamte Instrument geräuchert und schließlich mit einem Klarlack überzogen oder geölt. Dieser ergibt eine gelbbraune Färbung. Die Rinnengeige wurde mit Saiten aus einem vom Instrumentenbauer selbst gedrehtem Schafsdarm oder mit gekauften Metallsaiten bespannt. Bis in die 1930er Jahre wurden in den Dörfern um Ždiar an der slowakischen Nordgrenze Rinnengeigen zum eigenen Gebrauch selbst hergestellt. In den 1950er Jahren stellte der Instrumentenbauer Matej Pitoňák in Ždiar unter anderem Rinnengeigen her. Dessen aus Holz gebautes Wohnhaus mit Wirtschaftsteil wurde 1971 in ein Museum umgewandelt.
Die Gemeinde Ždiar liegt nördlich der Hohen Tatra im Siedlungsgebiet der Goralen, die anstelle der üblichen Quintstimmung der Geige (g–d’–a’–e’’) das a’ höher zu h stimmen. Diese „Goralenstimmung“ (goralské ladenie) hängt vermutlich mit der regionalen Gesangstradition zusammen. Zum Repertoire gehören Hirtenmelodien mit dem Tonumfang einer Quinte bis Sexte, die zu Volkstänzen (darunter kresaný, ozvodny, goralsky und polka) gespielt werden. Die Rinnengeige übernahm im Ensemble die Position der ersten Geige, neben der zweiten Geige (übliche Violine) und dem Bass (Violoncello). Ihr bekanntes Verbreitungsgebiet beschränkt sich auf die Gegend um Ždiar. Nach den 1960er Jahren wurde sie in den dortigen Ensembles durch die Violine ersetzt.

#### Weitere Geigentypen
Ein der Violine bis in Details nachgebautes Streichinstrument, bei dem erst bei näherer Betrachtung zu erkennen ist, dass es aus einem Stück Ahornholz herausgeschnitzt wurde, heißt wegen dieser Herstellungsmethode dlabané husle („ausgekehlte, gemeißelte Geige“). Boden und Zargen besitzen vorstehende Kanten, um einen zusammengesetzten Korpus nachzuahmen. Ein typisches Instrument ist 61 cm lang bei einer Korpuslänge von 36 cm. Saitenhalter, Griffbrett, Steg und Wirbel werden teilweise von der Violine übernommen. Durch einen Überzug mit Klarlack erscheint das Holz gelbbraun. Der Klang ähnelt dem der anderen Lauten mit einem schalenförmigen, ausgekehlten Korpus und ist weniger voluminös als bei der Violine. Die dlabané husle kommt in den Verbreitungsgebieten der verwandten Typen in der Nordslowakei vor.
Zum Typus der Kastenhalslauten gehört neben einem als basa („Bass“) bezeichneten Kastencello, dessen rechteckiger Korpus aus Brettern zusammengefügt wurde, eine achteckige Geige, die nach ihrer Herkunftsregion Turiec turčianské husle genannt wird. Vier Anfang des 20. Jahrhunderts angefertigte Instrumente gelangten 1971 in slowakische Museen. Die Wirbelkästen enden in einer gedrehten Schnecke. Die Instrumente bestehen aus Ahorn- und Fichtenholz, sie sind mit Spirituslack lackiert und von dunkelbrauner Farbe.
Einige Kindergeigen (husličky, „Geiglein“, oder detské husle, „Kindergeige“) besitzen einen kleinen, grob gefügten Korpus unterschiedlicher Machart, eine flache Decke und zwei bis drei Saiten. Arme Dorfbewohner in den Bergen stellten früher als Ersatz für die Violine einfache Flachgeigen her. Ihr Umriss entspricht der Violine; Boden und Decke sind jedoch flach. Daraus ergibt sich ein dünner und resonanzarmer Klang. Die Flachgeigen bilden ein Bindeglied zwischen den trogförmigen Volksinstrumenten und der Violine.

### Südslawische Schalenhalslauten

#### Gusle
Im südslawischen Sprachraum – in den Nachfolgestaaten des ehemaligen Jugoslawien und in Bulgarien – ist gusle (gusla) eine einsaitige, gestrichene Schalenhalslaute mit einem üblicherweise aus einem Ahornholzblock geschnitzten Korpus und Hals. Als Decke ist eine Tierhaut aufgespannt. Der Korpus heißt nach seiner Form kusalo („Löffel“). Von dieser „Bauerngeige“ werden nach der Form des Korpus drei regionale Varianten unterschieden. In Serbien besitzt die gusle einen birnenförmigen schlichten Korpus, während der Korpus der kroatischen gusle teilweise aufwendig ornamentiert ist und der Steg etwas höher sitzt als beim serbischen Instrument. Am größten und ebenfalls mit Ornamenten versehen ist die Variante von Herzegowina und Montenegro. Dort ist auch der Steg höher und breiter als in anderen Regionen. Die Länge einschließlich des langen, dünnen Halses beträgt zwischen 63 und 75 cm. Die bulgarische gusla misst 75 bis 80 cm. Der sitzende gusle-Spieler (guslar) hält sein Instrument entweder wie ein Violoncello senkrecht zwischen den Knien, den langen Hals an die linke Schulter gelehnt, oder schräg zwischen den Knien mit dem Hals zur linken Seite geneigt. Er streicht die Saite mit einem schwach gekrümmten Bogen in der rechten Hand, während er mit Zeigefinger, Mittelfinger und gelegentlich Ringfinger der linken Hand in einer fixen Position am Hals die Saite seitlich berührt. Die gusle dient zur Begleitung epischer Lieder einer alten Gesangstradition.
Möglicherweise besaß die gusle in der Vergangenheit zwei Saiten. Das Instrument ist nicht mit den mittelalterlichen west- und zentraleuropäischen Fideln verwandt. Bauform und die Grifftechnik der linken Hand, mit der die Saite durch seitliches Berühren verkürzt wird, verweisen auf einen westasiatischen Ursprung. Begleitinstrumente asiatischer epischer Sänger mit einer langen Tradition sind die orientalischen rabāb-Typen und weiter östlich beispielsweise die ravanahattha im indischen Bundesstaat Rajasthan.

#### Guslice

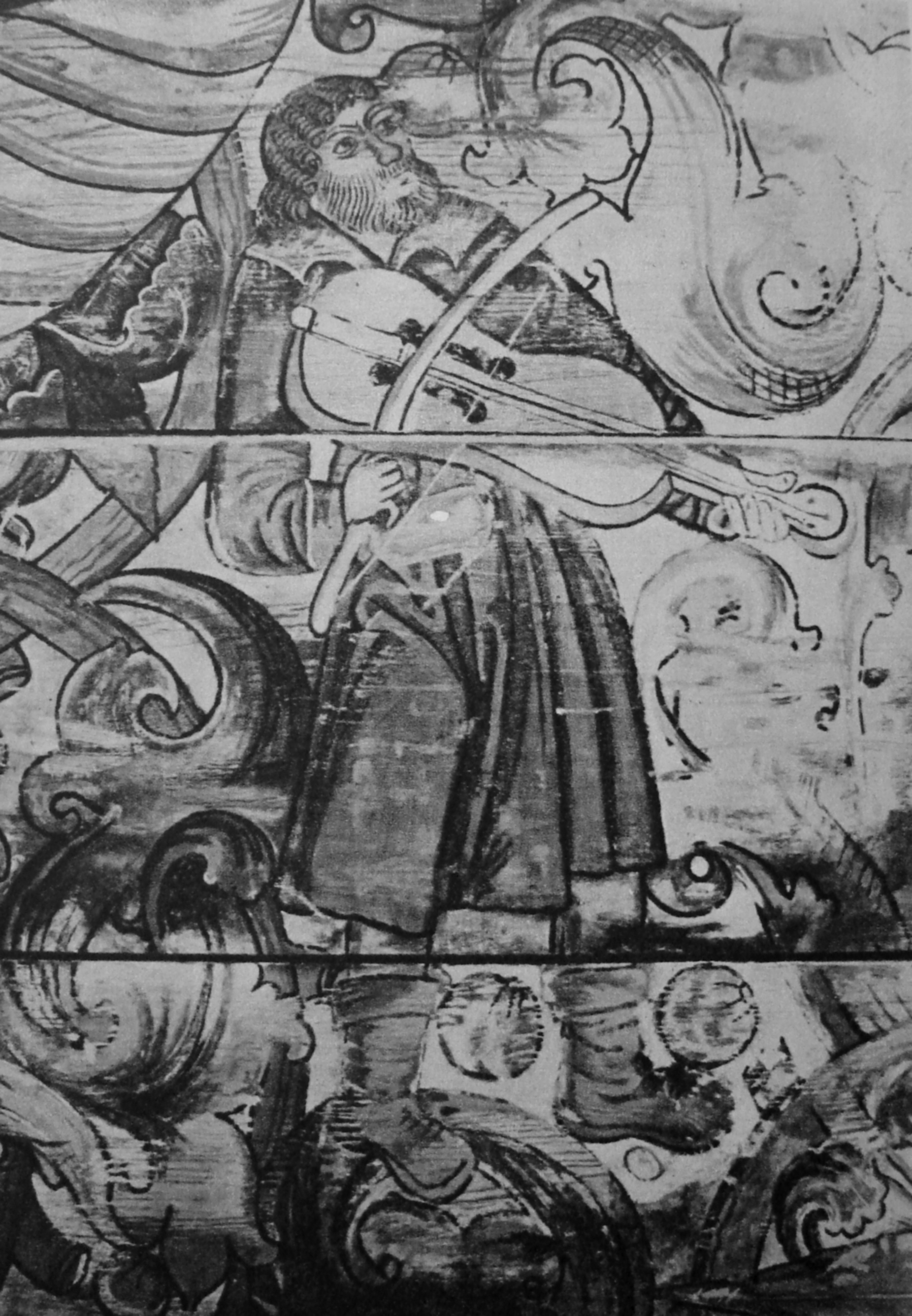
Polnische Geige, 1530. Dreifaltigkeitskirche im Dorf Grębień in der Woiwodschaft Łódź, Polen.

In der Region verwandte einsaitige Streichinstrumente mit einer vergleichbaren Spieltradition sind die albanische lahuta und eine polnische gęśle. Die drei- bis viersaitige bulgarische gadulka und die dreisaitige kretische Lyra sind birnenförmige Schalenhalslauten mit einem kürzeren Hals.
Mit ihnen ist die an der montenegrinischen Küste gespielte guslice (auch lirica) verwandt. Die guslice hat einen birnenförmigen, aus einem Stück Holz angefertigten Korpus mit halbkreisförmigen Schalllöchern in der Decke und ist mit drei Saiten aus Pferdehaar bezogen, die f’–c’–g’ gestimmt sind. Die Wirbel stecken von oben in einer Wirbelscheibe. Die mittlere Saite produziert einen Bordunton und der Bogen streicht über alle Saiten zugleich. Der Typus verweist auf die alte griechische lira, die seit dem 11. Jahrhundert in Westeuropa als rebec bekannt und bis heute im Mittelmeerraum verbreitet ist. Häufig wird bei diesen Instrumenten eine Saite als Bordun benützt. In der alten Spielweise wurden die Saiten von der Seite zwischen Fingernagel und Fingerkuppe verkürzt, heute werden die Saiten mit den Fingern seitlich berührt. Die alte Spielweise wurde auch bei der von Michael Praetorius (1619) so genannten Polnischen Geige praktiziert, die im 15. und 16. Jahrhundert in Polen verbreitet war. Bis Anfang des 20. Jahrhunderts soll sich das Instrument in der Volksmusik der polnischen Karpaten erhalten haben. Die viersaitige suka, deren violinenartiger Korpus in einen sehr breiten Hals übergeht, wurde bis Ende des 19. Jahrhunderts mit den Fingernägeln und in senkrechter Position in der polnischen Volksmusik gespielt, ebenso wie die seit den 1990er Jahren angefertigten Nachbauten dieser Fidel. Bei der dreisaitigen russischen gudok fehlt der Hals, und der mandelförmige Korpus, der am unteren Ende spitz zuläuft, geht oben direkt in die Wirbelplatte über. Ansonsten ähneln sich gudok und guslice in Form und Spielweise.
Als guslice werden gelegentlich auch andere Saiteninstrumente bezeichnet. Zu den traditionellen Geräuscherzeugern von Bosnien und Herzegowina gehört ein guslice od kukuruske („Fiedel aus Korn“) genanntes Instrument, das aus zwei Getreidehalmen besteht. Im Frühherbst werden aus den Halmen Stücke mit zwei Fruchtknoten an den Enden abgeschnitten. Mit drei Längsschnitten an einer Seite werden aus den Halmen dünne Streifen als Saiten herausgetrennt, die an den Knotenenden mit den Halmen verbunden bleiben. Beide Röhrchen werden nun gegeneinander gerieben, um einen summenden Ton zu erzeugen. Das Kinderspielzeug gehört instrumentenkundlich zu den Reibidiophonen und zu den Röhrenzithern, einer in Südostasien weit verbreiteten Instrumentengruppe (vgl. guntang).